# Parac
Paray-sous-Briailles és un municipi francès, situat al departament de l'Alier i a la regió d'Alvèrnia-Roine-Alps. L'any 2007 tenia 613 habitants.

## Demografia

### Població
El 2007 la població de fet de Paray-sous-Briailles era de 613 persones. Hi havia 245 famílies de les quals 65 eren unipersonals (16 homes vivint sols i 49 dones vivint soles), 61 parelles sense fills, 90 parelles amb fills i 29 famílies monoparentals amb fills.
La població ha evolucionat segons el següent gràfic:
Habitants censats

### Habitatges
El 2007 hi havia 278 habitatges, 251 eren l'habitatge principal de la família, 13 eren segones residències i 13 estaven desocupats. 275 eren cases i 3 eren apartaments. Dels 251 habitatges principals, 183 estaven ocupats pels seus propietaris, 56 estaven llogats i ocupats pels llogaters i 12 estaven cedits a títol gratuït; 8 tenien dues cambres, 48 en tenien tres, 80 en tenien quatre i 116 en tenien cinc o més. 212 habitatges disposaven pel capbaix d'una plaça de pàrquing. A 111 habitatges hi havia un automòbil i a 118 n'hi havia dos o més.

### Piràmide de població
La piràmide de població per edats i sexe el 2009 era:
| Homes | Edats   | Dones |
| ----- | ------- | ----- |
| 0     | 95 o +  | 0     |
| 0     | 90 a 94 | 0     |
| 4     | 85 a 89 | 8     |
| 0     | 80 a 84 | 8     |
| 16    | 75 a 79 | 16    |
| 20    | 70 a 74 | 20    |
| 8     | 65 a 69 | 24    |
| 12    | 60 a 64 | 12    |
| 8     | 55 a 59 | 12    |
| 32    | 50 a 54 | 16    |
| 16    | 45 a 49 | 16    |
| 16    | 40 a 44 | 20    |
| 20    | 35 a 39 | 32    |
| 28    | 30 a 34 | 8     |
| 28    | 25 a 29 | 12    |
| 20    | 20 a 24 | 16    |
| 16    | 15 a 19 | 0     |
| 12    | 10 a 14 | 4     |
| 16    | 5 a 9   | 4     |
| 16    | 0 a 4   | 28    |

## Economia
El 2007 la població en edat de treballar era de 388 persones, 283 eren actives i 105 eren inactives. De les 283 persones actives 259 estaven ocupades (147 homes i 112 dones) i 23 estaven aturades (10 homes i 13 dones). De les 105 persones inactives 40 estaven jubilades, 29 estaven estudiant i 36 estaven classificades com a «altres inactius».

### Ingressos
El 2009 a Paray-sous-Briailles hi havia 252 unitats fiscals que integraven 626 persones, la mediana anual d'ingressos fiscals per persona era de 15.645 €.

### Activitats econòmiques
Dels 16 establiments que hi havia el 2007, 2 eren d'empreses extractives, 1 d'una empresa de fabricació d'elements pel transport, 1 d'una empresa de fabricació d'altres productes industrials, 4 d'empreses de construcció, 2 d'empreses de comerç i reparació d'automòbils, 2 d'empreses d'hostatgeria i restauració i 4 d'empreses de serveis.
Dels 5 establiments de servei als particulars que hi havia el 2009, 1 era un taller de reparació d'automòbils i de material agrícola, 1 paleta, 2 lampisteries i 1 restaurant.
L'any 2000 a Paray-sous-Briailles hi havia 22 explotacions agrícoles que ocupaven un total de 2.679 hectàrees.

## Equipaments sanitaris i escolars
El 2009 hi havia una escola elemental integrada dins d'un grup escolar amb les comunes properes formant una escola dispersa.

## Poblacions més properes
El següent diagrama mostra les poblacions més properes.